# Kvalifikace na Mistrovství světa ve fotbale 2002 (CONMEBOL)
Kvalifikace na Mistrovství světa ve fotbale 2002 zóny CONMEBOL určila 4 účastníky finálového turnaje a jednoho účastníka mezikontinentální baráže s vítězem zóny OFC.
Všech deset týmů se v jedné skupině utkalo dvoukolově každý s každým. Nejlepší čtyři celky se kvalifikovaly na mistrovství světa, zatímco pátý tým se utkal s vítězem zóny OFC v mezikontinentální baráži.

## Tabulka
| Poř. | Tým       | Z  | V  | R | P  | GV | GI | +/- | B  |
| ---- | --------- | -- | -- | - | -- | -- | -- | --- | -- |
| 1.   | Argentina | 18 | 13 | 4 | 1  | 42 | 15 | +27 | 43 |
| 2.   | Ekvádor   | 18 | 9  | 4 | 5  | 23 | 20 | +3  | 31 |
| 3.   | Brazílie  | 18 | 9  | 3 | 6  | 31 | 17 | +14 | 30 |
| 4.   | Paraguay  | 18 | 9  | 3 | 6  | 29 | 23 | +6  | 30 |
| 5.   | Uruguay   | 18 | 7  | 6 | 5  | 19 | 13 | +6  | 27 |
| 6.   | Kolumbie  | 18 | 7  | 6 | 5  | 20 | 15 | +5  | 27 |
| 7.   | Bolívie   | 18 | 4  | 6 | 8  | 21 | 33 | −12 | 18 |
| 8.   | Peru      | 18 | 4  | 4 | 10 | 14 | 25 | −11 | 16 |
| 9.   | Venezuela | 18 | 5  | 1 | 12 | 18 | 44 | −26 | 16 |
| 10.  | Chile     | 18 | 3  | 3 | 12 | 15 | 27 | −12 | 12 |

- Argentina postoupila na Mistrovství světa ve fotbale 2002.
- Ekvádor postoupil na Mistrovství světa ve fotbale 2002.
- Brazílie postoupila na Mistrovství světa ve fotbale 2002.
- Paraguay postoupila na Mistrovství světa ve fotbale 2002.
- Uruguay si zahrála baráž s vítězem zóny OFC (Oceánie).

## Zápasy

### Kolo 1
| 28. března 2000 21:00 |          |          |                                                                                               |
| Kolumbie              | 0 – 0    | Brazílie | Estadio Nemesio Camacho 'El Campin', Bogotá diváci: 42 000 rozhodčí: Gabriel Méndez (Uruguay) |
|                       | (Report) |          | Estadio Nemesio Camacho 'El Campin', Bogotá diváci: 42 000 rozhodčí: Gabriel Méndez (Uruguay) |

| 29. března 2000 12:00    |          |           |                                                                            |
| Ekvádor                  | 2 – 0    | Venezuela | Estadio Casa Blanca, Quito diváci: 37 288 rozhodčí: Eduardo Gamboa (Chile) |
| Delgado 18' Aguinaga 57' | (Report) |           | Estadio Casa Blanca, Quito diváci: 37 288 rozhodčí: Eduardo Gamboa (Chile) |

| 29. března 2000 19:30 |          |         |                                                                                           |
| Uruguay               | 1 – 0    | Bolívie | Estadio Centenario, Montevideo diváci: 49 811 rozhodčí: Antonio Pereira da Silva (Brazil) |
| Garcia 26'            | (Report) |         | Estadio Centenario, Montevideo diváci: 49 811 rozhodčí: Antonio Pereira da Silva (Brazil) |

| 29. března 2000 21:30   |          |          |                                                                              |
| Peru                    | 2 – 0    | Paraguay | Estadio Nacional, Lima diváci: 45 042 rozhodčí: Horacio Elizondo (Argentina) |
| Solano 55' Palacios 60' | (Report) |          | Estadio Nacional, Lima diváci: 45 042 rozhodčí: Horacio Elizondo (Argentina) |

| 29. března 2000 21:30                           |          |           | |
| Argentina                                       | 4 – 1    | Chile     | Estadio Monumental Antonio Vespucio Liberti, Buenos Aires diváci: 46 374 rozhodčí: Byron Moreno (Ecuador) |
| Batistuta 9' Verón 33', 71' (pen.) C. López 87' | (Report) | Tello 29' | Estadio Monumental Antonio Vespucio Liberti, Buenos Aires diváci: 46 374 rozhodčí: Byron Moreno (Ecuador) |

### Kolo 2
| 26. dubna 2000 12:00 |          |              |                                                                      |
| Bolívie              | 1 – 1    | Kolumbie     | Estadio Hernando Siles, La Paz diváci: 35 500 rozhodčí: Arana (Peru) |
| Sánchez 16'          | (Report) | Castillo 32' | Estadio Hernando Siles, La Paz diváci: 35 500 rozhodčí: Arana (Peru) |

| 26. dubna 2000 19:00 |          |                                     |                                                                                       |
| Venezuela            | 0 – 4    | Argentina                           | Estadio José Pachencho Romero, Maracaibo diváci: 19 355 rozhodčí: Amarilla (Paraguay) |
|                      | (Report) | Ayala 8' Ortega 24', 77' Crespo 89' | Estadio José Pachencho Romero, Maracaibo diváci: 19 355 rozhodčí: Amarilla (Paraguay) |

| 26. dubna 2000 19:00 |          |         |                                                                                     |
| Paraguay             | 1 – 0    | Uruguay | Estadio Defensores del Chaco, Asunción diváci: 18 350 rozhodčí: Sánchez (Argentina) |
| Ayala 35'            | (Report) |         | Estadio Defensores del Chaco, Asunción diváci: 18 350 rozhodčí: Sánchez (Argentina) |

| 26. dubna 2000 21:00 |          |          |                                                                                           |
| Chile                | 1 – 1    | Peru     | Estadio Nacional de Chile, Santiago de Chile diváci: 44 979 rozhodčí: González (Paraguay) |
| Margas 42'           | (Report) | Jayo 38' | Estadio Nacional de Chile, Santiago de Chile diváci: 44 979 rozhodčí: González (Paraguay) |

| 26. dubna 2000 21:50      |          |                             |                                                                             |
| Brazílie                  | 3 – 2    | Ekvádor                     | Estádio do Morumbi, São Paulo diváci: 64 738 rozhodčí: Cervantes (Colombia) |
| Rivaldo 18', 51' Zago 43' | (Report) | Aguinaga 12' De la Cruz 75' | Estádio do Morumbi, São Paulo diváci: 64 738 rozhodčí: Cervantes (Colombia) |

### Kolo 3
| 3. června 2000 17:00  |          |                     |                                                                                  |
| Uruguay               | 2 – 1    | Chile               | Estadio Centenario, Montevideo diváci: 60 000 rozhodčí: Troxler Ayala (Paraguay) |
| Silva 35' Montero 42' | (Report) | Zamorano 39' (pen.) | Estadio Centenario, Montevideo diváci: 60 000 rozhodčí: Troxler Ayala (Paraguay) |

| 3. června 2000 18:15         |          |              |                                                                                          |
| Paraguay                     | 3 – 1    | Ekvádor      | Estadio Defensores del Chaco, Asunción diváci: 22 000 rozhodčí: Gallesio Graco (Uruguay) |
| Toledo 10' Brizuela 42', 63' | (Report) | Graziani 87' | Estadio Defensores del Chaco, Asunción diváci: 22 000 rozhodčí: Gallesio Graco (Uruguay) |

| 4. června 2000 15:00 |          |         |                                                                             |
| Argentina            | 1 – 0    | Bolívie | River Plate Stadium, Buenos Aires diváci: 50 669 rozhodčí: Rezende (Brazil) |
| G. López 83'         | (Report) |         | River Plate Stadium, Buenos Aires diváci: 50 669 rozhodčí: Rezende (Brazil) |

| 4. června 2000 15:15 |          |          |                                                                     |
| Peru                 | 0 – 1    | Brazílie | Estadio Nacional, Lima diváci: 45 000 rozhodčí: Giménez (Argentina) |
|                      | (Report) | Zago 34' | Estadio Nacional, Lima diváci: 45 000 rozhodčí: Giménez (Argentina) |

| 4. června 2000 17:30                   |          |           |                                                                   |
| Kolumbie                               | 3 – 0    | Venezuela | Estadio El Campín, Bogotá diváci: 20 854 rozhodčí: Godoi (Brazil) |
| Viveros 27' Córdoba 42' Valenciano 89' | (Report) |           | Estadio El Campín, Bogotá diváci: 20 854 rozhodčí: Godoi (Brazil) |

### Kolo 4
| 28. června 2000 19:00                                      |          |                           |                                                                                                 |
| Venezuela                                                  | 4 – 2    | Bolívie                   | Estadio Polideportivo de Pueblo Nuevo, San Cristóbal diváci: 7 000 rozhodčí: Zambrano (Ecuador) |
| Mea Vitali 24' Morán 38' Savarese 61' Tortolero 68' (pen.) | (Report) | Moreno 49' Baldivieso 58' | Estadio Polideportivo de Pueblo Nuevo, San Cristóbal diváci: 7 000 rozhodčí: Zambrano (Ecuador) |

| 28. června 2000 21:40 |          |          |                                                                              |
| Brazílie              | 1 – 1    | Uruguay  | Estádio do Maracanã, Rio de Janeiro diváci: 50 000 rozhodčí: Ruiz (Colombia) |
| Rivaldo 85'           | (Report) | Silva 5' | Estádio do Maracanã, Rio de Janeiro diváci: 50 000 rozhodčí: Ruiz (Colombia) |

| 29. června 2000 16:00 |          |             |                                                                           |
| Ekvádor               | 2 – 1    | Peru        | Estadio Olímpico Atahualpa, Quito diváci: 40 167 rozhodčí: Simon (Brazil) |
| Chalá 14' Hurtado 51' | (Report) | Pajuelo 73' | Estadio Olímpico Atahualpa, Quito diváci: 40 167 rozhodčí: Simon (Brazil) |

| 29. června 2000 19:45                          |          |             |                                                                                          |
| Chile                                          | 3 – 1    | Paraguay    | Estadio Nacional de Chile, Santiago de Chile diváci: 53 970 rozhodčí: Martin (Argentina) |
| Caniza 19' (vl.) Salas 35' Zamorano 80' (pen.) | (Report) | Cardozo 71' | Estadio Nacional de Chile, Santiago de Chile diváci: 53 970 rozhodčí: Martin (Argentina) |

| 29. června 2000 20:30 |          |                               |                                                                        |
| Kolumbie              | 1 – 3    | Argentina                     | Estadio El Campín, Bogotá diváci: 43 246 rozhodčí: Larrionda (Uruguay) |
| Oviedo 26'            | (Report) | Batistuta 23', 44' Crespo 75' | Estadio El Campín, Bogotá diváci: 43 246 rozhodčí: Larrionda (Uruguay) |

### Kolo 5
| 18. července 2000 19:30               |          |             |                                                                          |
| Uruguay                               | 3 – 1    | Venezuela   | Estadio Centenario, Montevideo diváci: 58 000 rozhodčí: Ortube (Bolivia) |
| Olivera 28' Rodríguez 53' Olivera 92' | (Report) | Noriega 23' | Estadio Centenario, Montevideo diváci: 58 000 rozhodčí: Ortube (Bolivia) |

| 18. července 2000 20:40 |          |             |                                                                                     |
| Paraguay                | 2 – 1    | Brazílie    | Estadio Defensores del Chaco, Asunción diváci: 40 000 rozhodčí: Larrionda (Uruguay) |
| Paredes 6' Campos 83'   | (Report) | Rivaldo 74' | Estadio Defensores del Chaco, Asunción diváci: 40 000 rozhodčí: Larrionda (Uruguay) |

| 19. července 2000 16:10 |          |       |                                                                                |
| Bolívie                 | 1 – 0    | Chile | Estadio Hernando Siles, La Paz diváci: 35 412 rozhodčí: Toro Rendón (Colombia) |
| Suarez 85'              | (Report) |       | Estadio Hernando Siles, La Paz diváci: 35 412 rozhodčí: Toro Rendón (Colombia) |

| 19. července 2000 21:00 |          |         |                                                                            |
| Argentina               | 2 – 0    | Ekvádor | River Plate Stadium, Buenos Aires diváci: 44 199 rozhodčí: Bello (Uruguay) |
| Crespo 29' C. López 49' | (Report) |         | River Plate Stadium, Buenos Aires diváci: 44 199 rozhodčí: Bello (Uruguay) |

| 19. července 2000 21:10 |          |           |                                                                        |
| Peru                    | 0 – 1    | Kolumbie  | Estadio Nacional, Lima diváci: 32 207 rozhodčí: Sanchez Yanten (Chile) |
|                         | (Report) | Ángel 48' | Estadio Nacional, Lima diváci: 32 207 rozhodčí: Sanchez Yanten (Chile) |

### Kolo 6
| 25. července 2000 16:00 |          |          |                                                                              |
| Ekvádor                 | 0 – 0    | Kolumbie | Estadio Olimpico Atahualpa, Quito diváci: 37 617 rozhodčí: Aquino (Paraguay) |
|                         | (Report) |          | Estadio Olimpico Atahualpa, Quito diváci: 37 617 rozhodčí: Aquino (Paraguay) |

| 25. července 2000 19:00 |          |                        | |
| Venezuela               | 0 – 2    | Chile                  | Estadio Polideportivo de Pueblo Nuevo, San Cristóbal diváci: 14 880 rozhodčí: Baldassi (Argentina) |
|                         | (Report) | Tapia 70' Zamorano 89' | Estadio Polideportivo de Pueblo Nuevo, San Cristóbal diváci: 14 880 rozhodčí: Baldassi (Argentina) |

| 26. července 2000 19:30 |          |      |                                                                        |
| Uruguay                 | 0 – 0    | Peru | Estadio Centenario, Montevideo diváci: 54 345 rozhodčí: Godoi (Brazil) |
|                         | (Report) |      | Estadio Centenario, Montevideo diváci: 54 345 rozhodčí: Godoi (Brazil) |

| 26. července 2000 21:40  |          |               |                                                                         |
| Brazílie                 | 3 – 1    | Argentina     | Estadio do Morumbi, São Paulo diváci: 80 000 rozhodčí: Mendez (Uruguay) |
| Alex 5' Vampeta 45', 50' | (Report) | Almeyda 45+1' | Estadio do Morumbi, São Paulo diváci: 80 000 rozhodčí: Mendez (Uruguay) |

| 27. července 2000 16:10 |          |          |                                                                          |
| Bolívie                 | 0 – 0    | Paraguay | Estadio Hernando Siles, La Paz diváci: 39 142 rozhodčí: Almeida (Brazil) |
|                         | (Report) |          | Estadio Hernando Siles, La Paz diváci: 39 142 rozhodčí: Almeida (Brazil) |

### Kolo 7
| 15. srpna 2000 18:00 |          |         |                                                                        |
| Kolumbie             | 1 – 0    | Uruguay | Estadio El Campín, Bogota diváci: 31 000 rozhodčí: Gimenez (Argentina) |
| Castillo 75'         | (Report) |         | Estadio El Campín, Bogota diváci: 31 000 rozhodčí: Gimenez (Argentina) |

| 15. srpna 2000 21:00             |          |          |                                                                                                  |
| Chile                            | 3 – 0    | Brazílie | Estadio Nacional de Chile, Santiago de Chile diváci: 64 671 rozhodčí: Gonzalez Chavez (Paraguay) |
| Estay 25' Zamorano 43' Salas 74' | (Report) |          | Estadio Nacional de Chile, Santiago de Chile diváci: 64 671 rozhodčí: Gonzalez Chavez (Paraguay) |

| 16. srpna 2000 16:00 |          |         |                                                                           |
| Ekvádor              | 2 – 0    | Bolívie | Estadio Casa Blanca, Quito diváci: 25 000 rozhodčí: Solórzano (Venezuela) |
| Delgado 17', 59'     | (Report) |         | Estadio Casa Blanca, Quito diváci: 25 000 rozhodčí: Solórzano (Venezuela) |

| 16. srpna 2000 21:00 |          |           |                                                                                     |
| Argentina            | 1 – 1    | Paraguay  | Estadio Monumental, Buenos Aires diváci: 46 000 rozhodčí: Pereira da Silva (Brazil) |
| Aimar 66'            | (Report) | Acuna 60' | Estadio Monumental, Buenos Aires diváci: 46 000 rozhodčí: Pereira da Silva (Brazil) |

| 16. srpna 2000 21:00 |          |           |                                                                            |
| Peru                 | 1 – 0    | Venezuela | Estadio Nacional Jose Diaz, Lima diváci: 41 084 rozhodčí: Moreno (Ecuador) |
| Palacios 69'         | (Report) |           | Estadio Nacional Jose Diaz, Lima diváci: 41 084 rozhodčí: Moreno (Ecuador) |

### Kolo 8
| 2. září 2000 18:00                   |          |           |                                                                            |
| Paraguay                             | 3 – 0    | Venezuela | Defensores del Chaco, Asuncion diváci: 40 000 rozhodčí: Paniagua (Bolivia) |
| González 30' Cardozo 34' Paredes 43' | (Report) |           | Defensores del Chaco, Asuncion diváci: 40 000 rozhodčí: Paniagua (Bolivia) |

| 2. září 2000 20:30 |          |              |                                                                                                |
| Chile              | 0 – 1    | Kolumbie     | Estadio Nacional de Chile, Santiago de Chile diváci: 60 000 rozhodčí: Gallesio Greco (Uruguay) |
|                    | (Report) | Castillo 66' | Estadio Nacional de Chile, Santiago de Chile diváci: 60 000 rozhodčí: Gallesio Greco (Uruguay) |

| 3. září 2000 15:00                              |          |         |                                                                              |
| Uruguay                                         | 4 – 0    | Ekvádor | Estadio Centenario, Montevideo diváci: 62 000 rozhodčí: Cervantes (Colombia) |
| Magallanes 15' Silva 37' Olivera 50' Cedrés 86' | (Report) |         | Estadio Centenario, Montevideo diváci: 62 000 rozhodčí: Cervantes (Colombia) |

| 3. září 2000 17:00 |          |                      |                                                                           |
| Peru               | 1 – 2    | Argentina            | Estadio Nacional Jose Diaz, Lima diváci: 43 951 rozhodčí: Ruiz (Colombia) |
| Samuel 68' (vl.)   | (Report) | Crespo 25' Verón 37' | Estadio Nacional Jose Diaz, Lima diváci: 43 951 rozhodčí: Ruiz (Colombia) |

| 3. září 2000 17:00                                       |          |         |                                                                               |
| Brazílie                                                 | 5 – 0    | Bolívie | Estádio do Maracanã, Rio de Janeiro diváci: 55 000 rozhodčí: Alvarado (Chile) |
| Romário 11' (pen.), 77', 80' Rivaldo 46' Sandy 80' (vl.) | (Report) |         | Estádio do Maracanã, Rio de Janeiro diváci: 55 000 rozhodčí: Alvarado (Chile) |

### Kolo 9
| 7. října 2000 20:00 |          |                             |                                                                         |
| Kolumbie            | 0 – 2    | Paraguay                    | Estadio El Campin, Bogota diváci: 42 330 rozhodčí: Elizondo (Argentina) |
|                     | (Report) | Santa Cruz 3' Chilavert 89' | Estadio El Campin, Bogota diváci: 42 330 rozhodčí: Elizondo (Argentina) |

| 8. října 2000 15:00 |          |                                                                   |                                                                                    |
| Venezuela           | 0 – 6    | Brazílie                                                          | Estadio Jose Pachencho Romero, Maracaibo diváci: 6 350 rozhodčí: Aquino (Paraguay) |
|                     | (Report) | Euller 20' Juninho Paulista 28' Romário 31', 36', 38' (pen.), 63' | Estadio Jose Pachencho Romero, Maracaibo diváci: 6 350 rozhodčí: Aquino (Paraguay) |

| 8. října 2000 16:00 |          |       |                                                                                   |
| Ekvádor             | 1 – 0    | Chile | Estadio Olimpico Atahualpa, Quito diváci: 28 556 rozhodčí: Toro Rendón (Colombia) |
| Delgado 75'         | (Report) |       | Estadio Olimpico Atahualpa, Quito diváci: 28 556 rozhodčí: Toro Rendón (Colombia) |

| 8. října 2000 16:00 |          |      |                                                                          |
| Bolívie             | 1 – 0    | Peru | Estadio Hernando Siles, La Paz diváci: 21 791 rozhodčí: Carpio (Ecuador) |
| Suárez 5'           | (Report) |      | Estadio Hernando Siles, La Paz diváci: 21 791 rozhodčí: Carpio (Ecuador) |

| 8. října 2000 20:00        |          |                 |                                                                            |
| Argentina                  | 2 – 1    | Uruguay         | Estadio Monumental, Buenos Aires diváci: 48 792 rozhodčí: Rezende (Brazil) |
| Gallardo 27' Batistuta 41' | (Report) | Ayala 49' (vl.) | Estadio Monumental, Buenos Aires diváci: 48 792 rozhodčí: Rezende (Brazil) |

### Kolo 10
| 15. listopadu 2000 16:00 |          |         |                                                                              |
| Bolívie                  | 0 – 0    | Uruguay | Estadio Hernando Siles, La Paz diváci: 29 112 rozhodčí: Elizondo (Argentina) |
|                          | (Report) |         | Estadio Hernando Siles, La Paz diváci: 29 112 rozhodčí: Elizondo (Argentina) |

| 15. listopadu 2000 16:00 |          |          |                                                                            |
| Brazílie                 | 1 – 0    | Kolumbie | Estádio do Morumbi, São Paulo diváci: 56 213 rozhodčí: Larrionda (Uruguay) |
| Roque Júnior 90+3'       | (Report) |          | Estádio do Morumbi, São Paulo diváci: 56 213 rozhodčí: Larrionda (Uruguay) |

| 15. listopadu 2000 19:45                                                        |          |            |                                                                             |
| Paraguay                                                                        | 5 – 1    | Peru       | Defensores del Chaco, Asunción diváci: 30 000 rozhodčí: Giménez (Argentina) |
| Santa Cruz 15' del Solar 25' (vl.) Cardozo 45' Paredes 65' Chilavert 83' (pen.) | (Report) | García 76' | Defensores del Chaco, Asunción diváci: 30 000 rozhodčí: Giménez (Argentina) |

| 15. listopadu 2000 19:45 |          |                         |                                                                               |
| Venezuela                | 1 – 2    | Ekvádor                 | Estadio José Pachencho Romero, Maracaibo diváci: 6 500 rozhodčí: Lecca (Perú) |
| García 66'               | (Report) | Kaviedes 3' Sánchez 23' | Estadio José Pachencho Romero, Maracaibo diváci: 6 500 rozhodčí: Lecca (Perú) |

| 15. listopadu 2000 21:40 |          |                       |                                                                                           |
| Chile                    | 0 – 2    | Argentina             | Estadio Nacional de Chile, Santiago de Chile diváci: 56 529 rozhodčí: Amarilla (Paraguay) |
|                          | (Report) | Ortega 27' Husaín 89' | Estadio Nacional de Chile, Santiago de Chile diváci: 56 529 rozhodčí: Amarilla (Paraguay) |

### Kolo 11
| 27. března 2001 19:00 |          |         |                                                                   |
| Kolumbie              | 2 – 0    | Bolívie | Estadio El Campín, Bogotá diváci: 29 998 rozhodčí: Souza (Brazil) |
| Ángel 52', 73' (pen.) | (Report) |         | Estadio El Campín, Bogotá diváci: 29 998 rozhodčí: Souza (Brazil) |

| 27. března 2001 21:00               |          |           |                                                                               |
| Peru                                | 3 – 1    | Chile     | Estadio Nacional Jose Diaz, Lima diváci: 38 901 rozhodčí: Sánchez (Argentina) |
| Maestri 53' Mendoza 72' Pizarro 81' | (Report) | Navia 61' | Estadio Nacional Jose Diaz, Lima diváci: 38 901 rozhodčí: Sánchez (Argentina) |

| 28. března 2001 15:00 |          |          |                                                                                       |
| Ekvádor               | 1 – 0    | Brazílie | Estadio Olimpico Atahualpa, Quito diváci: 40 800 rozhodčí: Felipe Ramos Rizo (Mexico) |
| Delgado 49'           | (Report) |          | Estadio Olimpico Atahualpa, Quito diváci: 40 800 rozhodčí: Felipe Ramos Rizo (Mexico) |

| 28. března 2001 19:30 |          |               |                                                                               |
| Uruguay               | 0 – 1    | Paraguay      | Estadio Centenario, Montevideo diváci: 50 000 rozhodčí: García Aranda (Spain) |
|                       | (Report) | Alvarenga 64' | Estadio Centenario, Montevideo diváci: 50 000 rozhodčí: García Aranda (Spain) |

| 28. března 2001 21:30                                  |          |           |                                                                          |
| Argentina                                              | 5 – 0    | Venezuela | Estadio Monumental, Buenos Aires diváci: 32 000 rozhodčí: Higaldo (Peru) |
| Crespo 13' Sorin 31' Verón 51' Gallardo 60' Samuel 85' | (Report) |           | Estadio Monumental, Buenos Aires diváci: 32 000 rozhodčí: Higaldo (Peru) |

### Kolo 12
| 24. dubna 2001 16:00 |          |             |                                                                                |
| Ekvádor              | 2 – 1    | Paraguay    | Estadio Olimpico Atahualpa, Quito diváci: 30 145 rozhodčí: Sánchez (Argentina) |
| Delgado 44', 52'     | (Report) | Cardozo 26' | Estadio Olimpico Atahualpa, Quito diváci: 30 145 rozhodčí: Sánchez (Argentina) |

| 24. dubna 2001 19:00  |          |                        |                                                                                            |
| Venezuela             | 2 – 2    | Kolumbie               | Estadio Polideportivo de Pueblo Nuevo, San Cristóbal diváci: 19 000 rozhodčí: Aros (Chile) |
| Rondón 22' Arango 82' | (Report) | Bedoya 83' Bonilla 88' | Estadio Polideportivo de Pueblo Nuevo, San Cristóbal diváci: 19 000 rozhodčí: Aros (Chile) |

| 24. dubna 2001 21:00 |          |                |                                                                                            |
| Chile                | 0 – 1    | Uruguay        | Estadio Nacional de Chile, Santiago de Chile diváci: 45 676 rozhodčí: Elizondo (Argentina) |
|                      | (Report) | Díaz 12' (vl.) | Estadio Nacional de Chile, Santiago de Chile diváci: 45 676 rozhodčí: Elizondo (Argentina) |

| 25. dubna 2001 19:00          |          |                           |                                                                         |
| Bolívie                       | 3 – 3    | Argentina                 | Estadio Hernando Siles, La Paz diváci: 35 000 rozhodčí: Ruiz (Colombia) |
| Paz 39' Colque 54' Botero 81' | (Report) | Crespo 44', 87' Sorín 90' | Estadio Hernando Siles, La Paz diváci: 35 000 rozhodčí: Ruiz (Colombia) |

| 25. dubna 2001 21:45 |          |             |                                                                               |
| Brazílie             | 1 – 1    | Peru        | Estadio do Morumbi, São Paulo diváci: 55 000 rozhodčí: Al Zaid (Saudi Arabia) |
| Romário 65'          | (Report) | Pajuelo 77' | Estadio do Morumbi, São Paulo diváci: 55 000 rozhodčí: Al Zaid (Saudi Arabia) |

### Kolo 13
| 2. června 2001 16:00 |          |                        |                                                                        |
| Peru                 | 1 – 2    | Ekvádor                | Estadio Monumental "U", Lima diváci: 54 236 rozhodčí: Marrufo (Mexico) |
| Pizarro 2'           | (Report) | Mendez 11' Delgado 90' | Estadio Monumental "U", Lima diváci: 54 236 rozhodčí: Marrufo (Mexico) |

| 2. června 2001 19:00 |          |       |                                                                                       |
| Paraguay             | 1 – 0    | Chile | Defensores del Chaco, Asuncion diváci: 35 000 rozhodčí: Badilla Sequeira (Costa Rica) |
| Paredes 90'          | (Report) |       | Defensores del Chaco, Asuncion diváci: 35 000 rozhodčí: Badilla Sequeira (Costa Rica) |

| 3. června 2001 15:00              |          |          |                                                                                  |
| Argentina                         | 3 – 0    | Kolumbie | Estadio Monumental, Buenos Aires diváci: 46 500 rozhodčí: Sanchez Yanten (Chile) |
| Gonzalez 22' López 35' Crespo 38' | (Report) |          | Estadio Monumental, Buenos Aires diváci: 46 500 rozhodčí: Sanchez Yanten (Chile) |

| 3. června 2001 16:00                               |          |           |                                                                          |
| Bolívie                                            | 5 – 0    | Venezuela | Estadio Hernando Siles, La Paz diváci: 25 000 rozhodčí: Carpio (Ecuador) |
| Baldivieso 32', 68' Botero 35', 50' Justiniano 38' | (Report) |           | Estadio Hernando Siles, La Paz diváci: 25 000 rozhodčí: Carpio (Ecuador) |

| 1. července 2001 16:00 |          |          |                                                                           |
| Uruguay                | 1 – 0    | Brazílie | Estadio Centenario, Montevideo diváci: 61 249 rozhodčí: Dallas (Scotland) |
| Magallanes 33' (pen.)  | (Report) |          | Estadio Centenario, Montevideo diváci: 61 249 rozhodčí: Dallas (Scotland) |

### Kolo 14
| 14. srpna 2001 19:30 |          |         |                                                                                           |
| Venezuela            | 2 – 0    | Uruguay | Estadio Jose Pachencho Romero, Maracaibo diváci: 8 500 rozhodčí: Marrufo Mendoza (Mexico) |
| Moran 52' Rondón 90' | (Report) |         | Estadio Jose Pachencho Romero, Maracaibo diváci: 8 500 rozhodčí: Marrufo Mendoza (Mexico) |

| 14. srpna 2001 21:30 |          |                            |                                                                                           |
| Chile                | 2 – 2    | Bolívie                    | Estadio Nacional de Chile, Santiago de Chile diváci: 34 657 rozhodčí: Gimenez (Argentina) |
| Salas 35', 75'       | (Report) | Baldivieso 19' Coimbra 71' | Estadio Nacional de Chile, Santiago de Chile diváci: 34 657 rozhodčí: Gimenez (Argentina) |

| 15. srpna 2001 16:00 |          |                             |                                                                            |
| Ekvádor              | 0 – 2    | Argentina                   | Estadio Olimpico Atahualpa, Quito diváci: 38 156 rozhodčí: Braschi (Italy) |
|                      | (Report) | Verón 19' Crespo 34' (pen.) | Estadio Olimpico Atahualpa, Quito diváci: 38 156 rozhodčí: Braschi (Italy) |

| 15. srpna 2001 21:40      |          |          |                                                                                   |
| Brazílie                  | 2 – 0    | Paraguay | Estadio Olimpico Monumental, Porto Alegre diváci: 48 000 rozhodčí: Krug (Germany) |
| Marcelinho 4' Rivaldo 69' | (Report) |          | Estadio Olimpico Monumental, Porto Alegre diváci: 48 000 rozhodčí: Krug (Germany) |

| 16. srpna 2001 20:00 |          |            |                                                                               |
| Kolumbie             | 0 – 1    | Peru       | Estadio El Campin, Bogota diváci: 33 875 rozhodčí: Felipe Ramos Rizo (Mexico) |
|                      | (Report) | Solano 47' | Estadio El Campin, Bogota diváci: 33 875 rozhodčí: Felipe Ramos Rizo (Mexico) |

### Kolo 15
| 4. září 2001 20:00 |          |                     |                                                                                        |
| Chile              | 0 – 2    | Venezuela           | Estadio Nacional de Chile, Santiago de Chile diváci: 30 000 rozhodčí: Ortube (Bolivia) |
|                    | (Report) | Paez 56' Arango 62' | Estadio Nacional de Chile, Santiago de Chile diváci: 30 000 rozhodčí: Ortube (Bolivia) |

| 4. září 2001 21:00 |          |                      |                                                                          |
| Peru               | 0 – 2    | Uruguay              | Estadio Nacional Jose Diaz, Lima diváci: 36 226 rozhodčí: Frisk (Sweden) |
|                    | (Report) | Silva 11' Recoba 45' | Estadio Nacional Jose Diaz, Lima diváci: 36 226 rozhodčí: Frisk (Sweden) |

| 5. září 2001 19:00                                        |          |         |                                                                               |
| Paraguay                                                  | 5 – 1    | Bolívie | Defensores del Chaco, Asuncion diváci: 25 000 rozhodčí: Solorzano (Venezuela) |
| Paredes 33' Cardozo 45', 89' Chilavert 50' Santa Cruz 69' | (Report) | Paz 15' | Defensores del Chaco, Asuncion diváci: 25 000 rozhodčí: Solorzano (Venezuela) |

| 5. září 2001 20:00          |          |                |                                                                          |
| Argentina                   | 2 – 1    | Brazílie       | El Monumental, Buenos Aires diváci: 51 000 rozhodčí: Meier (Switzerland) |
| Gallardo 76' Cris 84' (vl.) | (Report) | Ayala 2' (vl.) | El Monumental, Buenos Aires diváci: 51 000 rozhodčí: Meier (Switzerland) |

| 5. září 2001 20:30 |          |         |                                                                            |
| Kolumbie           | 0 – 0    | Ekvádor | Estadio El Campin, Bogota diváci: 28 487 rozhodčí: Al Aqily (Saudi Arabia) |
|                    | (Report) |         | Estadio El Campin, Bogota diváci: 28 487 rozhodčí: Al Aqily (Saudi Arabia) |

### Kolo 16
| 6. října 2001 16:00 |          |                                                                 |                                                                            |
| Bolívie             | 1 – 5    | Ekvádor                                                         | Estadio Hernando Siles, La Paz diváci: 8 000 rozhodčí: Sánchez (Argentina) |
| Galindo 59'         | (Report) | de la Cruz 13' Delgado 23' Kaviedes 56' Fernandez 89' Gómez 90' | Estadio Hernando Siles, La Paz diváci: 8 000 rozhodčí: Sánchez (Argentina) |

| 6. října 2001 19:30         |          |      | |
| Venezuela                   | 3 – 0    | Peru | Estadio Polideportivo de Pueblo Nuevo, San Cristóbal diváci: 17 220 rozhodčí: Sanchez Yanten (Chile) |
| Alvarado 54', 77' Morán 80' | (Report) |      | Estadio Polideportivo de Pueblo Nuevo, San Cristóbal diváci: 17 220 rozhodčí: Sanchez Yanten (Chile) |

| 7. října 2001 16:00   |          |                 |                                                                         |
| Uruguay               | 1 – 1    | Kolumbie        | Estadio Centenario, Montevideo diváci: 60 000 rozhodčí: Collina (Italy) |
| Magallanes 34' (pen.) | (Report) | Valentierra 67' | Estadio Centenario, Montevideo diváci: 60 000 rozhodčí: Collina (Italy) |

| 7. října 2001 16:00     |          |       |                                                                               |
| Brazílie                | 2 – 0    | Chile | Estadio Couto Pereira, Curitiba diváci: 52 000 rozhodčí: Elizondo (Argentina) |
| Edílson 52' Rivaldo 63' | (Report) |       | Estadio Couto Pereira, Curitiba diváci: 52 000 rozhodčí: Elizondo (Argentina) |

| 7. října 2001 18:15               |          |                              |                                                                                |
| Paraguay                          | 2 – 2    | Argentina                    | Estadio Defensores del Chaco, Asuncion diváci: 45 000 rozhodčí: Hidalgo (Peru) |
| Chilavert 51' (pen.) Morinigo 70' | (Report) | Pochettino 67' Batistuta 73' | Estadio Defensores del Chaco, Asuncion diváci: 45 000 rozhodčí: Hidalgo (Peru) |

### Kolo 17
| 7. listopadu 2001 16:00             |          |             |                                                                        |
| Kolumbie                            | 3 – 1    | Chile       | Estadio El Campin, Bogotá diváci: 16 050 rozhodčí: Gimenez (Argentina) |
| Grisales 19' Ángel 67' Gonzalez 68' | (Report) | Riveros 39' | Estadio El Campin, Bogotá diváci: 16 050 rozhodčí: Gimenez (Argentina) |

| 7. listopadu 2001 16:00 |          |                    |                                                                                       |
| Ekvádor                 | 1 – 1    | Uruguay            | Estadio Olimpico Atahualpa, Quito diváci: 40 000 rozhodčí: Felipe Ramos Rizo (Mexico) |
| Kaviedes 72'            | (Report) | Olivera 43' (pen.) | Estadio Olimpico Atahualpa, Quito diváci: 40 000 rozhodčí: Felipe Ramos Rizo (Mexico) |

| 7. listopadu 2001 20:00     |          |              |                                                                               |
| Bolívie                     | 3 – 1    | Brazílie     | Estadio Hernando Siles, La Paz diváci: 32 574 rozhodčí: Solorzano (Venezuela) |
| Paz 42' Baldivieso 70', 89' | (Report) | Edmílson 26' | Estadio Hernando Siles, La Paz diváci: 32 574 rozhodčí: Solorzano (Venezuela) |

| 8. listopadu 2001 18:00 |          |      |                                                                               |
| Argentina               | 2 – 0    | Peru | Estadio Monumental, Buenos Aires diváci: 18 901 rozhodčí: Larrionda (Uruguay) |
| Samuel 46' López 84'    | (Report) |      | Estadio Monumental, Buenos Aires diváci: 18 901 rozhodčí: Larrionda (Uruguay) |

| 8. listopadu 2001 19:00           |          |                 | |
| Venezuela                         | 3 – 1    | Paraguay        | Estadio Polideportivo de Pueblo Nuevo, San Cristóbal diváci: 22 500 rozhodčí: Elizondo (Argentina) |
| Morán 2' Noriega 22' Gonzalez 40' | (Report) | Arce 28' (pen.) | Estadio Polideportivo de Pueblo Nuevo, San Cristóbal diváci: 22 500 rozhodčí: Elizondo (Argentina) |

### Kolo 18
| 14. listopadu 2001 20:30 |          |              |                                                                           |
| Peru                     | 1 – 1    | Bolívie      | Estadio Monumental "U", Lima diváci: 2 374 rozhodčí: Baldassi (Argentina) |
| Piero Alva 8'            | (Report) | Castillo 87' | Estadio Monumental "U", Lima diváci: 2 374 rozhodčí: Baldassi (Argentina) |

| 14. listopadu 2001 20:40 |          |           |                                                                        |
| Uruguay                  | 1 – 1    | Argentina | Estadio Centenario, Montevideo diváci: 48 100 rozhodčí: Merk (Germany) |
| Silva 19'                | (Report) | López 44' | Estadio Centenario, Montevideo diváci: 48 100 rozhodčí: Merk (Germany) |

| 14. listopadu 2001 20:40 |          |         |                                                                                          |
| Chile                    | 0 – 0    | Ekvádor | Estadio Nacional de Chile, Santiago de Chile diváci: 19 237 rozhodčí: Paniagua (Bolivia) |
|                          | (Report) |         | Estadio Nacional de Chile, Santiago de Chile diváci: 19 237 rozhodčí: Paniagua (Bolivia) |

| 14. listopadu 2001 20:40 |          |                                               |                                                                                |
| Paraguay                 | 0 – 4    | Kolumbie                                      | Estadio Defensores del Chaco, Asunción diváci: 25 000 rozhodčí: Poll (England) |
|                          | (Report) | Aristizábal 24', 34' (pen.), 62' Castillo 82' | Estadio Defensores del Chaco, Asunción diváci: 25 000 rozhodčí: Poll (England) |

| 14. listopadu 2001 20:40    |          |           |                                                                                        |
| Brazílie                    | 3 – 0    | Venezuela | Estadio Governador João Castelo, São Luís diváci: 65 000 rozhodčí: Gimenez (Argentina) |
| Luizão 12', 19' Rivaldo 34' | (Report) |           | Estadio Governador João Castelo, São Luís diváci: 65 000 rozhodčí: Gimenez (Argentina) |